# مخروط نوری

مخروط نوری دو بعدی (افقی) و بعد سوم زمان (عمودی)

در نظریهٔ نسبیت خاص، مخروط نوری به توصیف ظاهری انتشار نور در نمودار فضازمان مینکوفسکی گفته می‌شود. این مخروط در صورتی به شکل سه بعدی ترسیم می‌شود که ما شکل انتشار موج را بر روی محور افقی (طول‌ها و عرض‌ها) دو بعدی در نظر بگیریم و محور عمودی را متشکل از زمان بدانیم.
بر اساس قانون ماکسول، سرعت نور همواره ثابت و مستقل از سرعت منبع نور است که این مسئله با اندازه‌گیری‌های دقیق اثبات گشته. پس اگر پالسی (تپش) از نور در لحظه و مکان به خصوصی منتشر شود، همچنان که زمان می‌گذرد مانند کره‌ای نورانی با سرعت نور گسترش پیدا می‌کند که اندازه و وضعیت آن مستقل از سرعت جسم است. بعد از گذشت یک میلیونیم ثانیه، گسترش شعاع نور کره‌ای به شعاع ۳۰۰ متر ایجاد خواهد کرد و به همین ترتیب بعد از گذشت دو میلیونیم ثانیه، شعاع این کره به دو برابر مقدار قبل خواهد رسید و به همین ترتیب این مقدار افزایش پیدا می‌کند. به طور مثال، این واقعه شبیه گسترش امواجی است که بر اثر برخورد سنگی با سطح آب یک آبگیر به وجود می‌آید. این امواج به شکل دایره‌هایی ظاهر می‌شوند که با گذشتن زمان بر شعاع آنها افزوده می‌شود. اگر مجموعه‌ای از تصاویر امواج در حال گسترش را به ترتیب زمانی روی هم قرار دهیم، مخروطی سه بعدی تشکیل می‌شود که محور افقی آن را مختصات طولی و عرضی دایره‌ها تشکیل می‌دهند و محور عمودی آن متشکل از زمان می‌باشد. در نتیجه رأس این مخروط، لحظهٔ برخورد سنگ با سطح آب می‌باشد.
به همین نحو، گسترش شعاع‌های نور بر اثر یک رویداد، مخروطی سه بعدی در دستگاه چهار بعدی فضا-زمان رسم می‌کند که به آن مخروط نوری آیندهٔ رویداد می‌گویند. به همین ترتیب، قادر به رسم مخروط دیگری خواهیم بود که مجموعهٔ رویدادهایی است که توسط آنها، نور توانایی رسیدن به یک رویداد معین برسد و این مخروط، مخروط نوری گذشتهٔ رویداد نام دارد.
مخروط‌های نوری گذشته و آیندهٔ رویداد P فضا-زمان را به سه ناحیه تقسیم می‌کنند. آیندهٔ مطلق رویداد درون مخروط نوری آیندهٔ P است و مجموعه‌ای از رویدادهایی است که می‌توانند از آنچه در P روی می‌دهد، متأثر گردند. امواج منتشر شده از P به رویدادهای خارج مخروط نوری آیندهٔ P دسترسی ندارند. چرا که هیچ چیز سریع‌تر از نور حرکت نمی‌کند. بنابراین، آنچه در P می‌گذرد تاثیری بر این رویدادها ندارد. گذشتهٔ مطلق P درون مخروط نوری گذشته قرار دارد و مجموعه‌ای از رویدادهاست که علائم آنها با سرعت نور یا کمتر از آن حرکت می‌کنند و می‌توانند به P برسند. از این رو، این مجموعهٔ همه رویدادهایی است که محتملاً بر آنچه در P می‌گذرد، تأثیر داشته‌اند. اگر کسی خبر داشته باشد که در زمان معین، در همهٔ نقاط ناحیه‌ای از فضا که درون مخروط نوری گذشتهٔ P واقع شده‌است، چه چیزهایی روی داده است، می‌تواند پیش‌بینی کند که در p چه چیز رخ خواهد داد. همهٔ نقاط دیگر، ناحیه‌ای از فضا-زمان را تشکیل می‌دهند که که در مخروط نوری آینده و گذشتهٔ P قرار ندارند، آنها نه بر رویدادهای P تأثیر می‌گذراند و نه از آن تأثیر می‌پذیرند.